# Maintenon
Maintenon település Franciaországban, Eure-et-Loir megyében. Lakosainak száma 4532 fő (2022. január 1.). Maintenon Villiers-le-Morhier községgel határos.

## Népesség
A település népességének változása:
| Lakosok száma | 3325 | 3388 | 4161 | 4427 | 4357 | 4291 | 4292 | 4457 | 4494 | 4532 |
|               | 1968 | 1982 | 1990 | 2006 | 2013 | 2015 | 2017 | 2019 | 2020 | 2022 |

## Kapcsolódó szócikk
- Françoise d’Aubigné, Madame de Maintenon (1635–1719)